# Kanton Herblay-sur-Seine
Kanton Herblay-sur-Seine (fr. Canton d'Herblay-sur-Seine) je francouzský kanton v departementu Val-d'Oise v regionu Île-de-France. Tvoří ho tři obce. Před reformou kantonů 2014 ho tvořily pouze dvě obce.

## Obce kantonu
od roku 2015:
- La Frette-sur-Seine
- Herblay-sur-Seine
- Montigny-lès-Cormeilles

před rokem 2015:
- La Frette-sur-Seine
- Herblay